# Ella Swings Brightly with Nelson
Ella Swings Brightly with Nelson (с англ. — «Элла блестяще свингует вместе с Нельсоном») — двадцать пятый студийный альбом американской джазовой певицы Эллы Фицджеральд, выпущенный на лейбле Verve Records в 1962 году под студийным номером Verve MG V-4054. В записи пластинки принимал участие оркестр под управлением Нельсона Риддла, вместе с Риддлом в том же году Элла выпустила ещё один диск — Ella Swings Gently with Nelson.
В 1963 году альбом принёс Фицджеральд награду «Грэмми» в номинации «Лучшее женское вокальное исполнение».
В 1993 году Verve перевыпустили запись в формате CD под студийным номером Verve 519 347-2, в новую версию вошли три дополнительных трека.

## Список композиций
| №                   | Название                   | Текст песни         | Музыка                      | Длительность |
| ------------------- | -------------------------- | ------------------- | --------------------------- | ------------ |
| 1.                  | «When Your Lover Has Gone» | Эйнар Аарон Сван    | Эйнар Аарон Сван            | 3:00         |
| 2.                  | «Don’t Be That Way»        | Митчелл Пэриш       | Бенни Гудмен, Эдгар Сэмпсон | 3:47         |
| 3.                  | «Love Me or Leave Me»      | Гас Кан             | Уолтер Дональдсон           | 2:49         |
| 4.                  | «I Hear Music»             | Бёртон Лэйн         | Фрэнк Лоссер                | 2:19         |
| 5.                  | «What Am I Here For?»      | Фрэнки Лэйн         | Дюк Эллингтон               | 2:43         |
| 6.                  | «I’m Gonna Go Fishin»      | Пегги Ли            | Дюк Эллингтон               | 3:00         |
| Общая длительность: | Общая длительность:        | Общая длительность: | Общая длительность:         | 17:38        |

| №                   | Название                   | Текст песни                        | Музыка                     | Длительность |
| ------------------- | -------------------------- | ---------------------------------- | -------------------------- | ------------ |
| 7.                  | «I Won’t Dance»            | Дороти Филдс, Оскар Хаммерстайн II | Джером Керн, Джимми Макхью | 3:30         |
| 8.                  | «I Only Have Eyes for You» | Эл Дубин                           | Гарри Уоррен               | 2:37         |
| 9.                  | «The Gentleman Is a Dope»  | Оскар Хаммерстайн II               | Ричард Роджерс             | 3:58         |
| 10.                 | «Mean to Me»               | Рой Турк                           | Фред Э. Элерт              | 2:55         |
| 11.                 | «Alone Together»           | Ховард Дитц                        | Артур Шварц                | 2:45         |
| 12.                 | «Pick Yourself Up»         | Дороти Филдс                       | Джером Керн                | 2:06         |
| Общая длительность: | Общая длительность:        | Общая длительность:                | Общая длительность:        | 17:51        |

| №                   | Название                 | Текст песни                | Музыка              | Длительность |
| ------------------- | ------------------------ | -------------------------- | ------------------- | ------------ |
| 13.                 | «Call Me Darling»        | Дороти Дик, Берт Райсфельд | Морт Фрайберг       | 2:34         |
| 14.                 | «Somebody Loves Me»      | Баллард Макдональд         | Джордж Гершвин      | 2:33         |
| 15.                 | «Cheerful Little Earful» | Айра Гершвин, Билли Роуз   | Гарри Уоррен        | 2:06         |
| Общая длительность: | Общая длительность:      | Общая длительность:        | Общая длительность: | 7:13         |

## Участники записи
- Элла Фицджеральд — вокал.
- Нельсон Риддл и его оркестр — аранжировки, дирижирование.